# Peiying
Peiying (kinesiska: 裴营, 裴营乡) är en socken i Kina. Den ligger i provinsen Henan, i den centrala delen av landet, omkring 260 kilometer sydväst om provinshuvudstaden Zhengzhou. Antalet invånare är 81680. Befolkningen består av 38 222 kvinnor och 43 458 män. Barn under 15 år utgör 22,0 %, vuxna 15-64 år 69 %, och äldre över 65 år 7,0 %.
Genomsnittlig årsnederbörd är 843 millimeter. Den regnigaste månaden är augusti, med i genomsnitt 143 mm nederbörd, och den torraste är januari, med 7 mm nederbörd.